# 巴扎尼 (佩特羅拉夫利夫卡區)
48°24′32″N 36°7′23″E / 48.40889°N 36.12306°E
巴扎尼（烏克蘭語：Бажани），是烏克蘭的村落，位於該國中部第聶伯羅彼得羅夫斯克州，由佩特羅拉夫利夫卡區負責管轄，處於薩馬拉河左岸，分別距離奧列菲里夫卡1.5公里和德米特里夫卡2公里，海拔高度72米，2001年人口240。